# Cannabis medicinal
Cannabis medicinal, também conhecida como maconha medicinal, refere-se a produtos derivados da Cannabis e a moléculas canabinoides prescritas por médicos para seus pacientes. O uso da cannabis como medicamento possui uma longa história, mas não foi tão rigorosamente testado quanto outras plantas medicinais devido a restrições legais e governamentais, o que resultou em pesquisas clínicas limitadas para definir sua segurança e eficácia no tratamento de doenças.
Evidências preliminares indicam que a cannabis pode reduzir náuseas e vômitos durante a quimioterapia, além de aliviar dores crônicas e espasmos musculares. Uma revisão de 2021 constatou que o uso de cannabis ou canabinoides não inalados oferece pouco alívio para dores crônicas e distúrbios do sono, além de causar diversos efeitos adversos transitórios, como comprometimento cognitivo, náusea e sonolência.
O uso a curto prazo aumenta o risco de efeitos adversos leves e graves. Efeitos colaterais comuns incluem tontura, sensação de cansaço, vômitos e alucinações. Os efeitos a longo prazo da cannabis não estão claros. Preocupações incluem problemas de memória e cognição, risco de dependência, esquizofrenia em jovens e o risco de ingestão acidental por crianças. Muitas culturas utilizaram a cannabis para fins terapêuticos por milhares de anos. Algumas organizações médicas americanas solicitaram a remoção da cannabis da lista de substâncias controladas de Classe I, argumentando que a reclassificação permitiria pesquisas mais amplas e supervisão regulatória para garantir acesso seguro. Outras, como a Academia Americana de Pediatria, opõem-se à sua legalização.
A cannabis medicinal pode ser administrada por diversos métodos, incluindo cápsulas, comprimidos, tinturas, adesivo dérmico [en], sprays orais ou dérmicos, comestíveis de cannabis e vaporização ou fumo de flores secas [en]. Canabinoides sintéticos, como dronabinol (Δ-9-THC sintético) e nabilona, estão disponíveis para prescrição em alguns países.
Países que permitem o uso medicinal da planta de cannabis incluem Argentina, Austrália, Canadá, Chile, Colômbia, Alemanha, Grécia, Israel, Itália, Países Baixos, Peru, Polônia, Portugal, Espanha e Uruguai. Nos Estados Unidos, 38 estados e o Distrito de Colúmbia legalizaram a cannabis para fins medicinais, começando com a aprovação da Proposição 215 na Califórnia em 1996 [en]. Embora a cannabis permaneça proibida em nível federal, a emenda Rohrabacher–Farr [en], promulgada em dezembro de 2014, limita a aplicação da lei federal em estados onde a cannabis medicinal foi legalizada, refletindo um reconhecimento bipartidário crescente de seus potenciais usos terapêuticos e da importância das políticas estaduais nessa área.

## Classificação
Nos Estados Unidos, o Instituto Nacional sobre Abuso de Drogas (NIDA) [en] define cannabis medicinal como "o uso da planta de maconha integral, não processada, ou de seus extratos básicos para tratar sintomas de doenças e outras condições".
Uma planta de cannabis contém mais de 400 substâncias químicas diferentes, das quais cerca de 70 são canabinoides. Em comparação, medicamentos aprovados pelo governo geralmente contêm apenas uma ou duas substâncias químicas. O número de substâncias ativas na cannabis é uma das razões pelas quais seu tratamento é difícil de classificar e estudar.
Uma revisão de 2014 afirmou que as variações na proporção de canabidiol (CBD) para tetrahidrocanabinol (THC) em preparações botânicas e farmacêuticas determinam os efeitos terapêuticos versus psicoativos (o CBD atenua os efeitos psicoativos do THC) dos produtos de cannabis.

## Usos medicinais

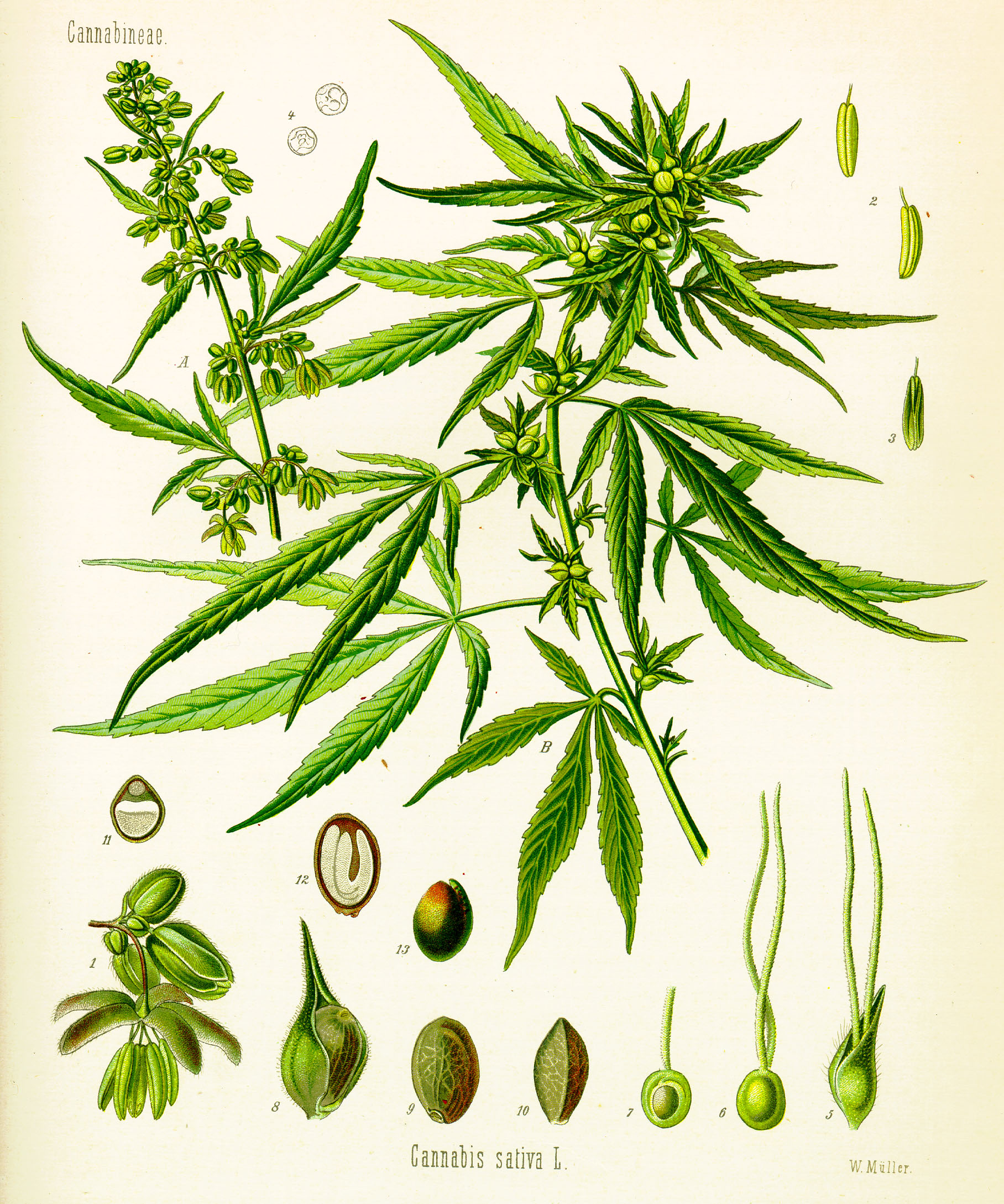
Cannabis conforme ilustrado no Plantas Medicinais de Köhler, 1897

De modo geral, as pesquisas sobre os efeitos da cannabis medicinal na saúde são de baixa qualidade, e não está claro se ela é um tratamento eficaz para qualquer condição ou se os danos superam os benefícios. Não há evidências consistentes de que ela ajude com dores crônicas e espasmos musculares.
Evidências de baixa qualidade sugerem seu uso para reduzir náuseas durante a quimioterapia, melhorar o apetite em casos de HIV/AIDS, melhorar o sono e aliviar tiques na síndrome de Tourette. Quando tratamentos habituais são ineficazes, os canabinoides também foram recomendados para anorexia, artrite, glaucoma e enxaqueca.
Não está claro se os estados americanos podem mitigar os efeitos adversos da epidemia de opioides ao prescrever cannabis medicinal como uma alternativa para o manejo da dor.
A cannabis não deve ser usada durante a gravidez.

### Insônia
Pesquisas analisando dados da Pesquisa Nacional de Saúde e Nutrição (NHANES) não encontraram diferenças significativas na duração do sono entre usuários de cannabis e não usuários. Isso sugere que, embora alguns indivíduos possam perceber benefícios no sono com o uso da cannabis, ela pode não alterar significativamente os padrões gerais de sono na população.
Uma revisão da literatura até 2018 indica que o canabidiol (CBD) pode ter potencial terapêutico para o tratamento da insônia. O CBD, um componente não psicoativo da cannabis, desperta interesse particular por influenciar o sono sem os efeitos psicoativos associados ao tetraidrocanabinol (THC).

### Náusea e vômito
A cannabis medicinal é moderadamente eficaz no controle de náuseas e vômitos induzidos por quimioterapia (NVIC) e pode ser uma opção razoável para aqueles que não respondem ao tratamento preferencial. Estudos comparativos mostram que os canabinoides são mais eficazes do que alguns antieméticos convencionais, como proclorperazina, prometazina e metoclopramida, no controle de NVIC, mas são menos utilizados devido a efeitos colaterais como tontura, disforia e alucinações. O uso prolongado de cannabis pode causar náusea e vômito, uma condição conhecida como síndrome de hiperêmese por canabinoide (SHC).
Uma revisão da Colaboração Cochrane de 2016 afirmou que os canabinoides são "provavelmente eficazes" no tratamento de náuseas induzidas por quimioterapia em crianças, mas com um perfil de efeitos colaterais elevado (principalmente sonolência, tontura, alterações de humor e aumento do apetite). Efeitos menos comuns incluem "problemas oculares, hipotensão ortostática, espasmos musculares, prurido, vagueza, alucinações, tontura leve e boca seca".

### HIV/AIDS
Faltam evidências sobre a eficácia e segurança da cannabis e canabinoides no tratamento de pacientes com HIV/AIDS ou anorexia associada à AIDS. Até 2013, os estudos atuais sofrem com viés, tamanhos de amostra pequenos e falta de dados de longo prazo.

### Dor
Uma revisão de 2021 constatou pouco efeito do uso de cannabis não inalada para alívio de dores crônicas. Segundo uma revisão sistemática de 2019, os resultados do uso de cannabis para dor neuropática, espasmos associados à esclerose múltipla e dor de doenças reumáticas são inconsistentes, mas ela não foi eficaz no tratamento de dor crônica por câncer. Os autores afirmam que ensaios clínicos randomizados adicionais com diferentes produtos de cannabis são necessários para recomendações conclusivas.
Quando a cannabis é inalada para alívio da dor, os níveis sanguíneos de canabinoides aumentam mais rápido do que com produtos orais, atingindo o pico em três minutos e produzindo um efeito analgésico em sete minutos.
Uma revisão de 2011 considerou a cannabis geralmente segura, e ela parece mais segura que opioides em cuidados paliativos.
Uma revisão de 2022 concluiu que o alívio da dor experimentado após o uso de cannabis medicinal se deve ao efeito placebo, especialmente devido à ampla atenção da mídia que cria expectativas de alívio da dor.

### Condições neurológicas
A eficácia da cannabis no tratamento de problemas neurológicos, incluindo esclerose múltipla (EM) e problemas de movimento, não é clara. Evidências sugerem que o extrato oral de cannabis é eficaz na redução de medidas de espasticidade centradas no paciente. Um teste com cannabis é considerado uma opção razoável se outros tratamentos não forem eficazes. Seu uso para EM é aprovado em dez países. Uma revisão de 2012 não encontrou problemas com tolerância, abuso ou dependência. Nos Estados Unidos, o canabidiol, um dos canabinoides encontrados na planta de maconha, foi aprovado para tratar duas formas graves de epilepsia, síndrome de Lennox-Gastaut e síndrome de Dravet [en].

### Saúde mental
Uma revisão sistemática de 2019 constatou falta de evidências de que os canabinoides sejam eficazes no tratamento de transtornos depressivos ou de ansiedade, transtorno de déficit de atenção e hiperatividade (TDAH), síndrome de Tourette, transtorno de estresse pós-traumático ou psicose.
Pesquisas indicam que a cannabis, especialmente o CBD, pode ter efeitos ansiolíticos (redutores de ansiedade). Um estudo mostrou que o CBD reduziu significativamente a ansiedade durante um teste simulado de fala em público para indivíduos com transtorno de ansiedade social. No entanto, a relação entre o uso de cannabis e os sintomas de ansiedade é complexa; embora alguns usuários relatem alívio, as evidências gerais de estudos observacionais e ensaios clínicos permanecem inconclusivas. A cannabis é frequentemente usada para lidar com a ansiedade, mas sua eficácia e segurança no tratamento de transtornos de ansiedade ainda precisam ser pesquisadas.
O uso de cannabis, especialmente em doses altas, está associado a um maior risco de psicose, particularmente em indivíduos com predisposição genética a transtornos psicóticos como esquizofrenia. Alguns estudos mostram que a cannabis pode desencadear um episódio psicótico temporário, o que pode aumentar o risco de desenvolver um transtorno psicótico posteriormente.
O impacto da cannabis na depressão é menos claro. Alguns estudos sugerem um possível aumento no risco de depressão entre adolescentes que usam cannabis, embora os resultados sejam inconsistentes entre os estudos.

## Efeitos adversos

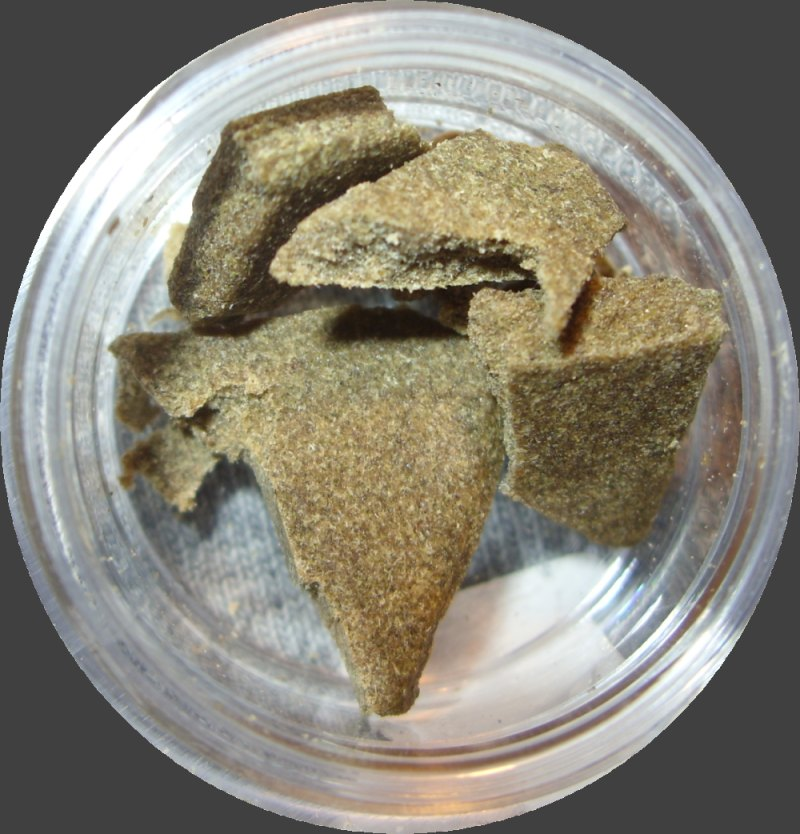
Haxixe medicinal americano

### Uso medicinal
Não há dados suficientes para tirar conclusões sólidas sobre a segurança da cannabis medicinal. Geralmente, os efeitos adversos do uso medicinal da cannabis não são graves; incluem cansaço, tontura, aumento do apetite e efeitos cardiovasculares e psicoativos. Outros efeitos podem incluir comprometimento da memória de curto prazo, coordenação motora prejudicada, julgamento alterado e paranoia ou psicose em doses altas. A tolerância a esses efeitos se desenvolve em dias ou semanas. A quantidade de cannabis normalmente usada para fins medicinais não causa comprometimento cognitivo permanente em adultos, embora o tratamento prolongado em adolescentes deva ser cuidadosamente avaliado devido à maior suscetibilidade a esses prejuízos. Sintomas de abstinência raramente são um problema com a administração médica controlada de canabinoides. A capacidade de dirigir veículos ou operar máquinas pode ser prejudicada até que a tolerância seja desenvolvida. Embora defensores da cannabis medicinal afirmem que ela é segura, mais pesquisas são necessárias para avaliar a segurança a longo prazo de seu uso.

### Efeitos cognitivos
O uso recreativo da cannabis está associado a déficits cognitivos, especialmente para aqueles que começam a usá-la na adolescência. Até 2021, há falta de pesquisas sobre os efeitos cognitivos de longo prazo do uso medicinal da cannabis, mas um estudo observacional de 12 meses relatou que "pacientes com cannabis medicinal demonstraram melhorias significativas em medidas de função executiva e estado clínico ao longo de 12 meses".

### Impacto na psicose
A exposição ao THC pode causar sintomas psicóticos transitórios agudos em indivíduos saudáveis e pessoas com esquizofrenia.
Uma metanálise de 2007 concluiu que o uso de cannabis reduz a idade média de início da psicose em 2,7 anos em relação ao não uso. Uma meta-análise de 2005 concluiu que o uso de cannabis na adolescência aumenta o risco de psicose, e que o risco é relacionado à dose. Uma revisão da literatura de 2004 concluiu que o uso de cannabis está associado a um aumento de duas vezes no risco de psicose, mas que ele "não é necessário nem suficiente" para causá-la. Uma revisão francesa de 2009 concluiu que o uso de cannabis, especialmente antes dos 15 anos, é um fator no desenvolvimento de transtornos esquizofrênicos.

## Farmacologia
O gênero Cannabis contém duas espécies que produzem quantidades úteis de canabinoides psicoativos: C. indica e C. sativa, listadas como plantas medicinais de Classe I nos EUA; uma terceira espécie, C. ruderalis, possui poucas propriedades psicogênicas. A cannabis contém mais de 460 compostos; pelo menos 80 deles são canabinoides – compostos químicos que interagem com receptores canabinoides no cérebro. Até 2012, mais de 20 canabinoides estavam sendo estudados pela FDA dos EUA.
O canabinoide mais psicoativo encontrado na planta de cannabis é o tetraidrocanabinol (ou Δ-9-tetraidrocanabinol, comumente conhecido como THC). Outros canabinoides incluem Δ-8-tetraidrocanabinol, canabidiol (CBD), canabinol (CBN), cannabiciclol [en] (CBL), cannabicromeno (CBC) e cannabigerol [en] (CBG); eles têm efeitos psicotrópicos menores que o THC, mas podem influenciar o efeito geral da cannabis. Os mais estudados são THC, CBD e CBN.
Os receptores CB1 e CB2 são os principais responsáveis por vários dos efeitos dos canabinoides, embora outros receptores também possam estar envolvidos. Ambos pertencem ao grupo de receptores acoplados à proteína G (GPCRs). Os receptores CB1 estão em níveis muito altos no cérebro e são considerados responsáveis pelos efeitos psicoativos. Os receptores CB2 estão distribuídos perifericamente pelo corpo e modulam dor e inflamação.

### Absorção
A absorção de canabinoides depende da via de administração.
O THC inalado e vaporizado tem perfis de absorção semelhantes ao THC fumado, com uma biodisponibilidade variando de 10% a 35%. A administração oral tem a menor biodisponibilidade, cerca de 6%, com absorção variável dependendo do veículo usado e o maior tempo para atingir níveis plasmáticos máximos (2 a 6 horas) em comparação com o THC fumado ou vaporizado.
Semelhante ao THC, o CBD tem baixa biodisponibilidade oral, cerca de 6%, atribuída principalmente ao metabolismo de primeira passagem significativo no fígado e à absorção errática do trato gastrointestinal. No entanto, a administração oral de CBD atinge concentrações máximas mais rápido (2 horas) do que o THC.
Devido à baixa biodisponibilidade das preparações orais, vias alternativas de administração, como sublingual e retal, foram estudadas. Essas formulações maximizam a biodisponibilidade e reduzem o metabolismo de primeira passagem. A administração sublingual em coelhos resultou em uma biodisponibilidade de 16% e tempo para concentração máxima de 4 horas. A administração retal em macacos dobrou a biodisponibilidade para 13,5% e alcançou concentrações sanguíneas máximas entre 1 e 8 horas após a administração.

### Distribuição
Assim como a absorção, a distribuição também depende da via de administração. Fumar e inalar cannabis vaporizada têm melhor absorção do que outras vias, resultando em uma distribuição mais previsível. O THC é altamente ligado a proteínas após a absorção, com apenas 3% encontrado livre no plasma. Ele se distribui rapidamente para órgãos altamente vascularizados, como coração, pulmões, fígado, baço e rins, bem como para várias glândulas. Níveis baixos podem ser detectados no cérebro, testículos e fetos, todos protegidos da circulação sistêmica por barreiras. O THC também se distribui em tecidos gordurosos dias após a administração devido à sua alta lipofilicidade, sendo encontrado depositado no baço e na gordura após redistribuição.

### Metabolismo
O Δ-9-THC é a principal molécula responsável pelos efeitos da cannabis. Ele é metabolizado no fígado em 11-OH-THC. O 11-OH-THC é o primeiro produto metabólico nesse caminho. Tanto o Δ-9-THC quanto o 11-OH-THC são psicoativos. O metabolismo do THC em 11-OH-THC contribui para os efeitos psicoativos intensificados da cannabis comestível.
Em seguida, o 11-OH-THC é metabolizado no fígado em 11-COOH-THC, o segundo produto metabólico do THC. O 11-COOH-THC não é psicoativo.
A ingestão de produtos comestíveis de cannabis leva a um início de efeito mais lento do que a inalação, pois o THC passa primeiro pelo fígado através do sangue antes de alcançar o resto do corpo. A cannabis inalada permite que o THC vá diretamente ao cérebro, de onde retorna ao fígado em recirculação para metabolismo. Eventualmente, ambas as vias resultam no metabolismo do THC psicoativo em 11-COOH-THC inativo.

### Excreção
Devido ao metabolismo substancial de THC e CBD, seus metabólitos são excretados principalmente pelas fezes, e não pela urina. Após o Δ-9-THC ser hidroxilado em 11-OH-THC via CYP2C9, CYP2C19 e CYP3A4, ele passa por metabolismo de fase II em mais de 30 metabólitos, a maioria dos quais são produtos de glucuronidação [en]. Cerca de 65% do THC é excretado nas fezes e 25% na urina, enquanto os 10% restantes são excretados por outros meios. A meia-vida terminal do THC é de 25 a 36 horas, enquanto para o CBD é de 18 a 32 horas.
O CBD é hidroxilado por enzimas hepáticas P450 em 7-OH-CBD. Seus metabólitos são produtos principalmente da atividade de CYP2C19 e CYP3A4, com potencial atividade de CYP1A1, CYP1A2, CYP2C9 e CYP2D6. Similar ao Δ-9-THC, a maioria do CBD é excretada nas fezes e uma parte na urina. A meia-vida terminal é de aproximadamente 18–32 horas.

## Administração

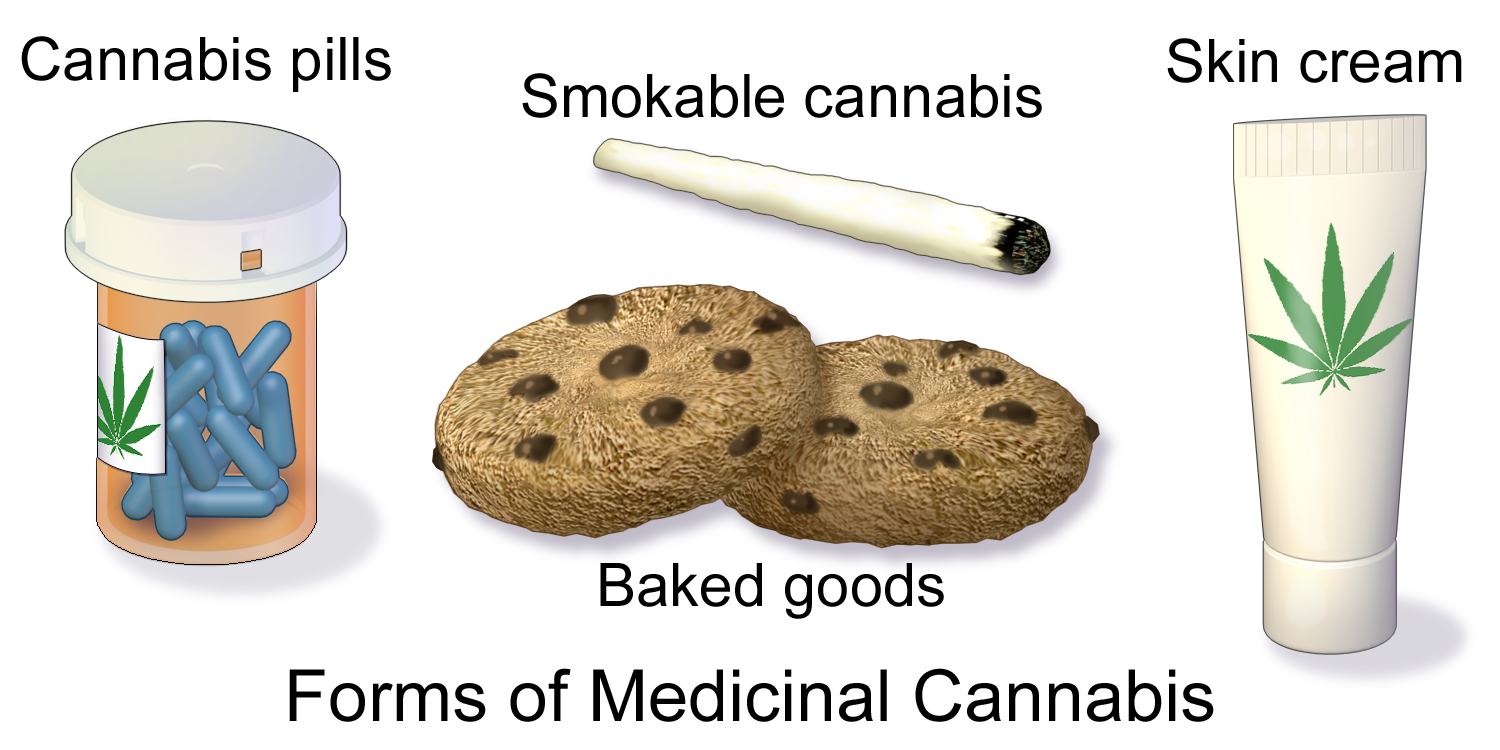
Ilustração de várias formas de cannabis medicinal: comprimidos, cigarros, comestíveis e cremes.

Fumar tem sido o meio de administração da cannabis para muitos usuários, mas não é adequado para seu uso como medicamento. Era o método mais comum de consumo de cannabis medicinal nos EUA até 2013. É difícil prever a resposta farmacológica à cannabis devido à ampla variação na concentração de canabinoides, dependendo das diferentes formas de preparo para consumo (fumada, aplicada como óleos, ingerida, infusionada em outros alimentos ou bebida) e da falta de controles de produção. O potencial de efeitos adversos da inalação de fumaça torna o fumo uma opção menos viável do que preparações orais. Vaporizadores de cannabis ganharam popularidade devido à percepção entre os usuários de que menos substâncias químicas nocivas são ingeridas quando os componentes são inalados como aerossol em vez de fumaça. Medicamentos canabinoides estão disponíveis em forma de pílulas (dronabinol e nabilona) e extratos líquidos formulados em spray oromucosal (nabiximols). As preparações orais são "problemáticas devido à absorção de canabinoides em tecidos gordurosos, dos quais são liberados lentamente, e ao significativo metabolismo hepático de primeira passagem, que degrada o Δ-9-THC e contribui para a variabilidade das concentrações plasmáticas".
A Food and Drug Administration (FDA) não aprovou a cannabis fumada para qualquer condição ou doença, pois considera que faltam evidências sobre segurança e eficácia. A FDA emitiu um comunicado em 2006 contra a cannabis medicinal fumada, afirmando: "a maconha tem alto potencial de abuso, não tem uso médico atualmente aceito nos Estados Unidos e carece de segurança aceita para uso sob supervisão médica".

## História

### Antiguidade
A cannabis, chamada de má (麻, significando "cânhamo; cannabis; dormência") ou dàmá (大麻, com "grande") em chinês, foi utilizada em Taiwan para a produção de fibras há cerca de 10.000 anos. O botânico Hui-lin Li [en] escreveu que, na China, "o uso da cannabis na medicina provavelmente foi um desenvolvimento muito antigo. Como os humanos antigos usavam sementes de cânhamo como alimento, era natural que também descobrissem as propriedades medicinais da planta". O imperador Shen-Nung, que também era farmacologista, escreveu em 2737 a.C. um livro sobre métodos de tratamento que incluía os benefícios medicinais da cannabis, recomendando-a para diversas condições, como constipação, gota, reumatismo e falta de atenção. A cannabis é uma das 50 ervas fundamentais na medicina tradicional chinesa.
O Papiro Ebers (c. 1550 a.C.), do Egito Antigo, descreve o uso medicinal da cannabis. Os antigos egípcios utilizavam cânhamo (cannabis) em supositórios para aliviar a dor de hemorroidas.
Textos sobreviventes da Índia antiga confirmam que as propriedades psicoativas da cannabis eram conhecidas, sendo utilizada por médicos para tratar diversas doenças e condições, incluindo insônia, dores de cabeça, transtornos gastrointestinais e dor, até mesmo durante o parto.
Os gregos antigos usavam cannabis para tratar feridas e úlceras em seus cavalos, e, em humanos, as folhas secas eram usadas para estancar sangramentos nasais, enquanto as sementes serviam para expelir vermes intestinais.
No mundo islâmico medieval, médicos árabes aproveitavam as propriedades diuréticas, antieméticas, antiepilépticas, anti-inflamatórias, analgésicas e antipiréticas da Cannabis sativa, utilizando-a amplamente como medicamento entre os séculos VIII e XVIII.

### Variedades nativas

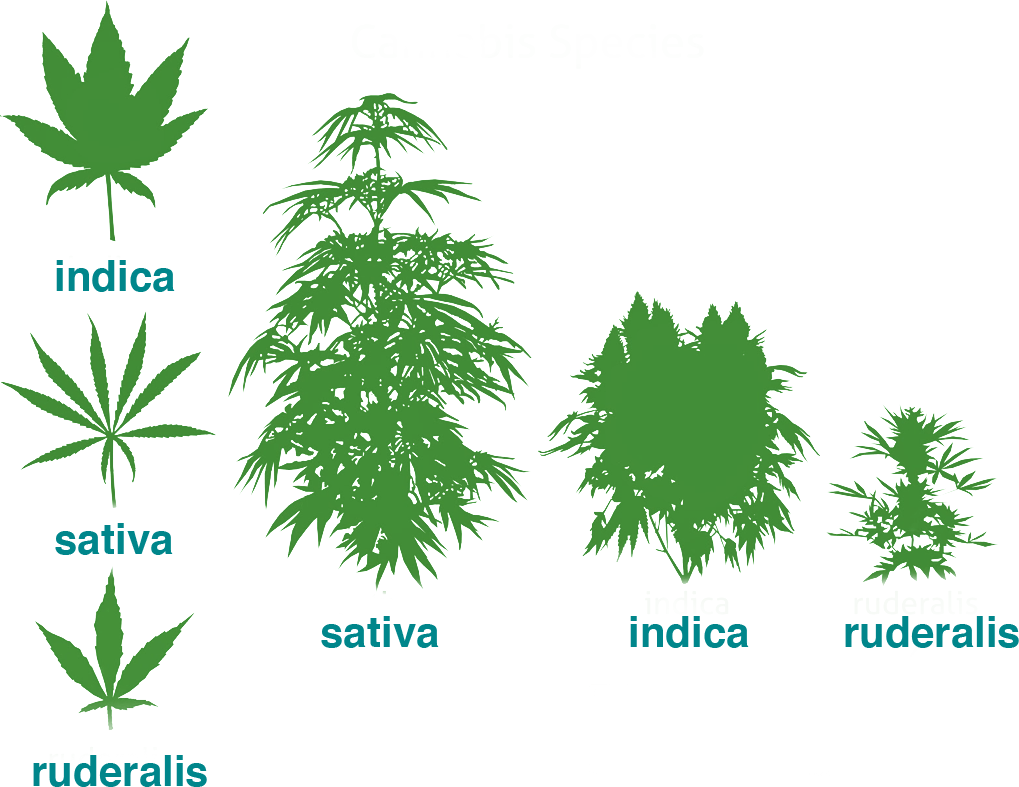
Evolução das espécies cultivadas de cannabis. A espécie Cannabis ruderalis ainda cresce selvagem atualmente.

Sementes de cannabis podem ter sido usadas para alimentação, rituais ou práticas religiosas na Europa e na China antigas.:19–22 A colheita da planta levou à disseminação da cannabis por toda a Eurásia entre 10.000 e 5.000 anos atrás, com distribuição adicional para o Oriente Médio e a África entre 2.000 e 500 anos atrás.:18–19 Uma variedade nativa (landrace em inglês) de cannabis é uma linhagem que se desenvolveu naturalmente ao longo de séculos. Essas são cultivares da planta originárias de uma região específica.
Variedades amplamente cultivadas, como "Afghani" ou "Hindu Kush", são nativas das regiões do Paquistão e do Afeganistão, enquanto "Durban Poison" é originária da África.:45–48 Estima-se que existam cerca de 16 variedades nativas de cannabis identificadas em países como Paquistão, Jamaica, África, México, América Central e Ásia.

### Moderna
O médico irlandês William Brooke O'Shaughnessy [en] é creditado por introduzir a cannabis na medicina ocidental. O'Shaughnessy descobriu a cannabis na década de 1830 enquanto vivia na Índia, onde realizou numerosos experimentos investigando sua utilidade médica, destacando especialmente seus efeitos analgésicos e anticonvulsivantes. Ele retornou à Inglaterra em 1842 com um suprimento de cannabis, após o que seu uso se espalhou pela Europa e pelos Estados Unidos. Em 1845, o médico francês Jacques-Joseph Moreau [en] publicou um livro sobre o uso da cannabis em psiquiatria. Em 1850, a cannabis foi incluída na United States Pharmacopeia. Um relato anedótico sobre o uso de Cannabis indica como tratamento para tétano apareceu na Scientific American em 1880.
O uso da cannabis na medicina começou a declinar no final do século XIX, devido à dificuldade em controlar as dosagens e ao aumento da popularidade de medicamentos sintéticos e derivados do ópio. Além disso, o advento da seringa hipodérmica permitiu a injeção desses fármacos para efeito imediato, ao contrário da cannabis, que não é solúvel em água e, portanto, não pode ser injetada.
Nos Estados Unidos, o uso medicinal da cannabis diminuiu ainda mais com a aprovação da Lei do Imposto sobre a Maconha de 1937, que impôs novas regulamentações e taxas aos médicos que a prescreviam. A cannabis foi removida da United States Pharmacopeia em 1941 e oficialmente proibida para qualquer uso com a aprovação da Lei de Substâncias Controladas de 1970 [en].

A cannabis começou a atrair renovado interesse como medicamento nas décadas de 1970 e 1980, especialmente devido ao seu uso por pacientes com câncer e AIDS, que relatavam alívio dos efeitos da quimioterapia e da síndrome de caquexia. Em 1996, a Califórnia tornou-se o primeiro estado dos EUA a legalizar a cannabis medicinal, desafiando a lei federal. Em 2001, o Canadá tornou-se o primeiro país a adotar um sistema regulatório para o uso medicinal da cannabis.

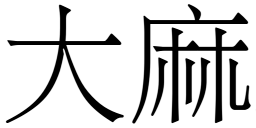
Foi demonstrado que a utilização da cannabis, pelo menos como fibra, remonta a pelo menos 10.000 anos em Taiwan. “Dà má” (pronúncia em pinyin) é a expressão chinesa para cannabis, com o primeiro carácter a significar ‘grande’ e o segundo carácter a significar ‘cânhamo’.
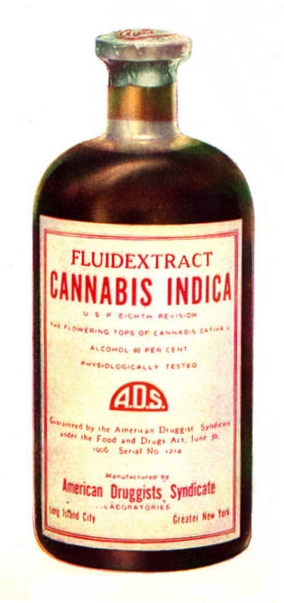
Extrato fluido de Cannabis indica, American Druggists Syndicate, pré-1937.
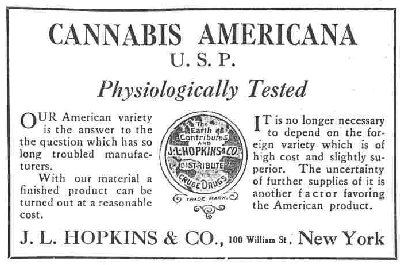
Um anúncio americano de cannabis distribuído por um farmacêutico em Nova Iorque em 1917.
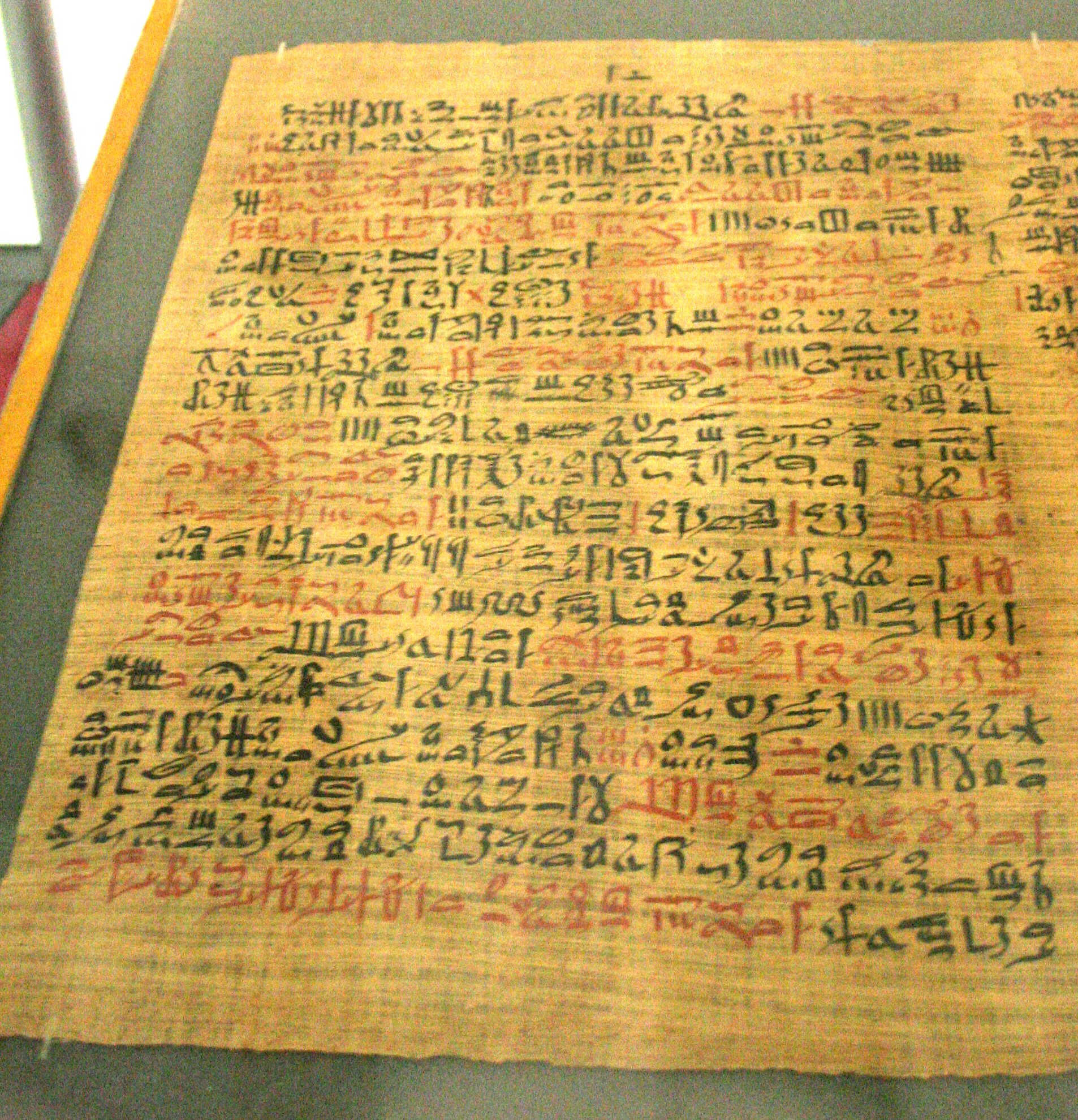
O Papiro Ebers (c. 1550 BCE) do Antigo Egito tem uma receita de maconha medicinal aplicada diretamente para a inflamação.

## Sociedade e cultura

### Situação legal

Situação legal da cannabis medicinal (planta inteira) em todo o mundo (apenas de jure; pode não refletir o acesso real nesses países)
Legal mediante autorização médica
Legal para qualquer uso (sem necessidade de prescrição)
Veja também países que descriminalizaram ou onde a aplicação da lei é limitada.

Países que legalizaram o uso medicinal da cannabis incluem Argentina, Austrália, Brasil, Canadá, Chile, Colômbia, Costa Rica, Croácia, Chipre, República Tcheca, Finlândia, Alemanha, Grécia, Israel, Itália, Jamaica, Líbano, Luxemburgo, Malta, Marrocos, Países Baixos, Nova Zelândia, Macedônia do Norte, Panamá, Peru, Polônia, Portugal, Ruanda, Sri Lanka, Suíça, Tailândia, Reino Unido, e Uruguai. Outros países possuem leis mais restritivas, permitindo apenas o uso de medicamentos canabinoides isolados, como Sativex ou Epidiolex. Os países com políticas mais flexíveis incluem Canadá, Países Baixos, Tailândia, e Uruguai, onde a cannabis pode ser adquirida sem necessidade de prescrição. No México, o teor de THC da cannabis medicinal é limitado a 1%. Nos Estados Unidos, a legalidade da cannabis medicinal varia por estado.

#### Direito internacional
A cannabis e seus derivados estão sujeitos a regulamentação sob três tratados das Nações Unidas sobre controle de drogas: a Convenção Única sobre Entorpecentes de 1961, a Convenção sobre Substâncias Psicotrópicas de 1971 e a Convenção contra o Tráfico Ilícito de Entorpecentes e Substâncias Psicotrópicas de 1988.
A cannabis e a resina de cannabis são classificadas como drogas do Anexo I no tratado da Convenção Única, o que significa que seu uso médico é considerado "indispensável para o alívio da dor e do sofrimento", mas também são vistas como medicamentos viciantes com riscos de abuso. Os países têm a obrigação de garantir acesso e disponibilidade suficiente das drogas listadas no Anexo I para fins médicos.
Antes de dezembro de 2020, a cannabis e a resina de cannabis também estavam incluídas no Anexo IV, um nível mais restritivo reservado às drogas mais perigosas, como heroína e fentanil. Elas foram removidas após uma avaliação científica independente da Organização Mundial da Saúde (OMS) entre 2018 e 2019.
Os países membros da Comissão de Narcóticos das Nações Unidas [en] votaram, por 27 a 25, pela remoção do Anexo IV em 2 de dezembro de 2020, seguindo uma recomendação da OMS de janeiro de 2019.

#### Estados Unidos
Nos Estados Unidos, o uso de cannabis para fins medicinais é legal em 38 estados, quatro dos cinco territórios permanentemente habitados e no Distrito de Columbia. Outros 10 estados possuem leis mais restritivas, permitindo apenas produtos com baixo teor de THC. A cannabis permanece ilegal em nível federal sob a Lei de Substâncias Controladas, que a classifica como droga do Anexo I, com alto potencial de abuso e sem uso médico aceito. No entanto, em dezembro de 2014, a Emenda Rohrabacher–Farr foi assinada, proibindo o Departamento de Justiça de processar indivíduos que atuam conforme as leis estaduais de cannabis medicinal.
Nos EUA, a FDA aprovou dois canabinoides orais para uso medicinal em 1985: o dronabinol (Δ-9-THC puro; marca Marinol) e a nabilona (um canabinoide sintético; marca Cesamet). Ambos são classificados como Anexo II nos EUA, indicando alto potencial para efeitos colaterais e dependência.

### Economia

#### Distribuição

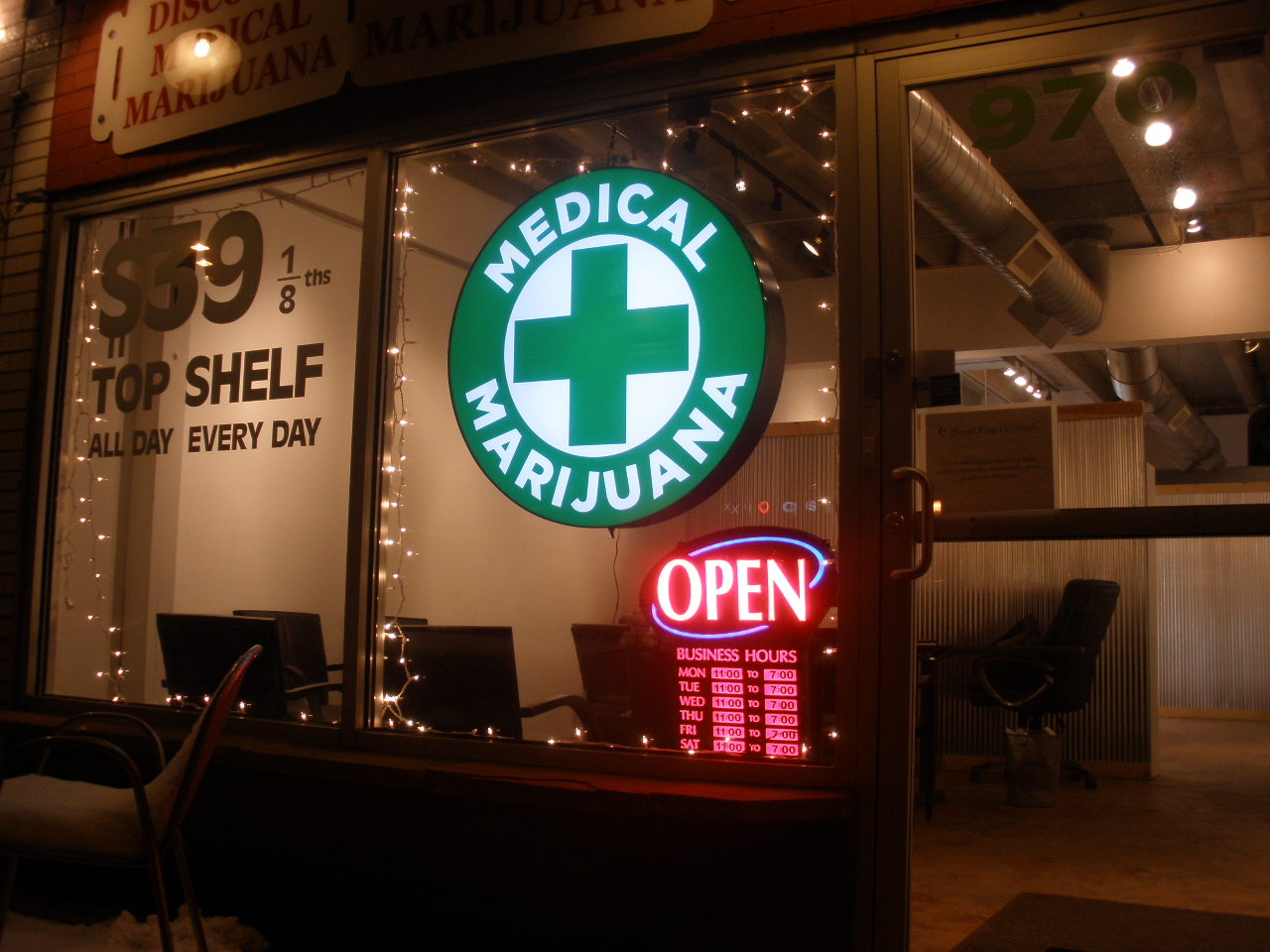
Dispensário de maconha medicinal em Denver, Colorado

O método de obtenção de cannabis medicinal varia conforme a região e a legislação. Nos EUA, a maioria dos consumidores cultiva sua própria cannabis ou a compra em dispensários em estados onde é legal. Máquinas de venda automática de maconha estão em uso nos Estados Unidos e planejadas para o Canadá. Em 2014, a startup Meadow começou a oferecer entrega sob demanda de maconha medicinal na área da Baía de São Francisco por meio de seu aplicativo móvel.
Quase 70% da cannabis medicinal é exportada do Reino Unido, segundo um relatório da ONU de 2017, com grande parte do restante vindo do Canadá e dos Países Baixos.

#### Seguro
Nos Estados Unidos, as companhias de seguro saúde podem não cobrir prescrições de maconha medicinal, pois a Food and Drug Administration (FDA) deve aprovar qualquer substância para fins medicinais. Antes disso, a FDA precisa autorizar estudos sobre os benefícios e riscos médicos da substância, o que não ocorreu desde sua inclusão no Anexo I da Lei de Substâncias Controladas em 1970. Assim, todos os custos relacionados a prescrições de maconha medicinal provavelmente serão pagos diretamente pelo paciente. No entanto, a Corte de Apelações do Novo México determinou que o seguro de compensação trabalhista deve cobrir maconha prescrita como parte do Programa de Cannabis Medicinal do estado.

### Posições de organizações médicas
Organizações médicas que emitiram declarações apoiando o acesso à cannabis medicinal incluem a American Nurses Association, American Public Health Association, American Medical Student Association, National Multiple Sclerosis Society, Epilepsy Foundation, e Leukemia & Lymphoma Society.
Organizações que se opõem à legalização da cannabis medicinal incluem a American Academy of Pediatrics (AAP) e a American Psychiatric Association. Contudo, a AAP também apoia a reclassificação para facilitar pesquisas.
A American Medical Association e o American College of Physicians não tomam posição sobre a legalização, mas pediram a revisão da classificação no Anexo I. A American Academy of Family Physicians e a American Society of Addiction Medicine também não se posicionam, mas apoiam a reclassificação para facilitar pesquisas. A American Heart Association afirma que "muitas das implicações preocupantes da cannabis para a saúde incluem doenças cardiovasculares", mas apoia a reclassificação para permitir "uma legislação e regulamentação mais nuançada da maconha" e para "refletir a ciência existente sobre a cannabis". A American Cancer Society e a American Psychological Association destacaram os obstáculos para pesquisas sobre cannabis e pediram ao governo federal que facilite estudos científicos sobre a droga.
A Cancer Research UK afirma que, embora a cannabis esteja sendo estudada por seu potencial terapêutico, "alegações de que há 'provas sólidas' de que a cannabis ou canabinoides podem curar o câncer são altamente enganosas para pacientes e suas famílias, criando uma visão distorcida do progresso nessa área".

### Nomes não proprietários
Existem três Denominações Comuns Internacionais (DCI) concedidos para canabinoides: dois fitocanabinoides derivados da planta e um neocanabinoide sintético:
- Dronabinol é o INN para Δ-9-THC[159][160] (há uma confusão comum de que "dronabinol" se refere apenas ao Δ-9-THC sintético, o que é incorreto[161]).
- Canabidiol também é o INN oficial da molécula, concedido em 2017.[162]
- Nabilona é o INN para um análogo canabinoide sintético (não presente nas plantas de Cannabis).

Nabiximols é o nome genérico (mas não reconhecido como INN) de uma mistura de Cannabidiol e Dronabinol. Sua forma mais comum é o spray oromucoso derivado de duas cepas de Cannabis sativa, contendo THC e CBD, comercializado sob a marca Sativex®. Não é aprovado nos Estados Unidos, mas está aprovado em vários países europeus, Canadá e Nova Zelândia desde 2013.
| Nome genérico | Nome comercial | País (não exaustivo)                                 | Indicações licenciadas |
| ------------- | -------------- | ---------------------------------------------------- | --- |
| Nabilona      | Cesamet        | EUA, Canadá                                          | Antiemético (tratamento de náuseas ou vómitos) associado à quimioterapia que não respondeu adequadamente à terapia convencional |
| Dronabinol    | Marinol        | EUA, Canadá                                          | Antiemético (tratamento de náuseas ou vómitos) associado à quimioterapia que não respondeu adequadamente à terapia convencional |
| Dronabinol    | Syndros        | EUA                                                  | Anorexia associada à perda de peso relacionada com a SIDA                                                                       |
| Nabiximols    | Sativex        | Canadá, Nova Zelândia, maior parte da União Europeia | Tratamento limitado da espasticidade e da dor neuropática associada à esclerose múltipla e da dor oncológica intratável.        |

Como antieméticos, esses medicamentos são normalmente usados quando o tratamento convencional para náuseas e vômitos associados à quimioterapia do câncer não funciona.
O nabiximol é usado para o tratamento da espasticidade associada à esclerose múltipla quando outras terapias não funcionaram e quando um estudo inicial demonstra “melhora significativa”. Também é aprovado em vários países europeus para bexiga hiperativa e vômitos. Quando vendida sob o nome comercial Sativex como spray bucal, a dose diária prescrita na Suécia fornece no máximo 32,4 mg de THC e 30 mg de CBD; tontura leve a moderada é comum durante as primeiras semanas.
Em relação ao consumo inalado, o pico de concentração do THC oral é retardado, e pode ser difícil determinar a dosagem ideal devido à variabilidade na absorção do paciente.
Em 1964, Albert Lockhart e Manley West começaram a estudar os efeitos sobre a saúde do uso tradicional de cannabis nas comunidades jamaicanas. Eles desenvolveram e, em 1987, obtiveram permissão para comercializar o produto farmacêutico “Canasol”, um dos primeiros extratos de maconha.

## Pesquisa
Uma revisão de 2022 concluiu que “produtos de cannabis sintéticos orais com altas proporções de THC para CBD e produtos de cannabis extraídos sublinguais com proporções comparáveis de THC para CBD podem estar associados a melhorias de curto prazo na dor crônica e maior risco de tontura e sedação”.